# Jerzy Klamka
Jerzy Klamka (ur. 31 maja 1944 w Libiążu) – polski automatyk, specjalista w zakresie sterowalności, obserwowalności oraz stabilności układów dynamicznych, profesor nauk technicznych, profesor zwyczajny w Politechnice Śląskiej, członek rzeczywisty Polskiej Akademii Nauk, prezes Oddziału PAN w Katowicach w kadencji 2010-2014.

## Życiorys
W 1968 ukończył z wyróżnieniem studia na Wydziale Automatyki Politechniki Śląskiej, a w 1971 również z wyróżnieniem na kierunku matematyka na Wydziale Matematyki Fizyki i Chemii Uniwersytetu Śląskiego w Katowicach. W 1974 na Politechnice Śląskiej obronił z wyróżnieniem doktorat z automatyki. Drugi doktorat z wyróżnieniem, z matematyki, obronił w 1978 na Uniwersytecie Śląskim w Katowicach. W 1981 uzyskał stopień doktora habilitowanego w dyscyplinie automatyka, a w 1990 tytuł profesora nauk technicznych. W latach 1982–2006 był zastępcą Dyrektora Instytutu Automatyki na Wydziale Automatyki, Elektroniki i Informatyki Politechniki Śląskiej.
W 2002 został członkiem korespondentem Polskiej Akademii Nauk, a w 2010 członkiem rzeczywistym. Od roku 2007 jest członkiem prezydium Oddziału PAN w Katowicach, a w kadencji 2010–2014 pełnił funkcję prezesa tego oddziału. Jest także członkiem Komitetu Automatyki i Robotyki PAN oraz członkiem Komitetu Informatyki PAN (obydwa w ramach Wydziału IV Nauk Technicznych PAN).
W latach 1997–2016 był członkiem Centralnej Komisji do Spraw Stopni i Tytułów, sprawując funkcję członka Komisji ds. Stopni i Tytułów w Sekcji VI - Nauk Technicznych. W 2007 objął funkcję zastępcy dyrektora ds. naukowych w Instytucie Informatyki Teoretycznej i Stosowanej PAN w Gliwicach.

## Dorobek naukowy
Specjalizuje się w teorii regulacji, w szczególności w zakresie teorii optymalnego sterowania ciągłymi i dyskretnymi układami dynamicznymi, zagadnieniami sterowalności, obserwowalności i stabilności liniowych i nieliniowych układów dynamicznych. Jest autorem kilkudziesięciu prac z teorii sterowania, w tym kilku monografii. Wypromował 15 doktorów nauk.
Jest członkiem licznych krajowych i międzynarodowych organizacji i towarzystw naukowych, w tym Polskiego Towarzystwa Matematycznego oraz American Mathematical Society. Pełni rolę członka rad redakcyjnych oraz recenzenta wielu renomowanych czasopism, wśród których są Bulletin of the Polish Academy of Sciences. Technical Sciences, International Journal of Applied Mathematics and Computer Sciences, Archives of Control Sciences, Pomiary, Automatyka, Kontrola i inne.
Odznaczony Krzyżem Kawalerskim Orderu Odrodzenia Polski (1997), Złotym Krzyżem Zasługi, Medalem Komisji Edukacji Narodowej oraz medalem Zasłużony dla Politechniki Śląskiej. Wielokrotnie nagradzany nagrodami Ministra Nauki i Szkolnictwa Wyższego oraz Nagrodą Rektora Politechniki Śląskiej.  W 1994 otrzymał od Polskiego Towarzystwa Matematycznego nagrodę indywidualną im. H. Steinhausa. W dniu 20 lutego 2014 Politechnika Białostocka przyznała mu tytuł doktora honoris causa. W roku 2017 otrzymał nagrodę Prezesa Rady Ministrów za wybitny dorobek naukowy.